# Komárov (Vítězná)
Komárov je část obce Vítězná v okrese Trutnov. Nachází se na jihovýchodě Vítězné. V roce 2009 zde bylo evidováno 83 adres. V roce 2001 zde trvale žilo 201 obyvatel.
Komárov leží v katastrálním území Komárov u Dvora Králové o rozloze 0,89 km2.